# Antonio Candreva
Antonio Candreva (nascut el 28 de febrer de 1987) és un exfutbolista italià que jugava migcampista.
Ha sigut internacional amb la  selecció de futbol d'Itàlia.